# 布托沃农村居民点
布托沃农村居民点（俄语：Бутовское сельское поселение）是俄罗斯联邦别尔哥罗德州雅科夫列沃区所属的一个农村居民点。其下辖有4个居民点，行政中心为布托沃。据2016年统计，该农村居民点的人口为1296人。